# Kudo Yumu
Yumu Kudo (sinh ngày 6 tháng 6 năm 1990) là một cầu thủ bóng đá người Nhật Bản.

## Sự nghiệp câu lạc bộ
Yumu Kudo đã từng chơi cho YSCC Yokohama.